# Фридрих, Ганс Христиан
Ганс Христиан Фридрих (нем. Hans Christian Friedrich, 1925 — 1992) — немецкий ботаник.                  

## Биография
Ганс Христиан Фридрих родился в 1925 году.  
В 1954 году была опубликована его работа Studien über die natürliche Verwandtschaft der Plumbaginales, Primulales und Centrospermae.
Ганс Христиан Фридрих умер в 1992 году.   

## Научная деятельность
Ганс Христиан Фридрих специализировался на семенных растениях.     

## Некоторые публикации
- 1954. Studien über die natürliche Verwandtschaft der Plumbaginales, Primulales und Centrospermae. Múnich, Naturwiss. F., Diss. v. 17.